# Lijst van albums uit de stripreeks Roodbaard
Dit is een lijst van albums uit de stripreeks Roodbaard.

## Oorspronkelijke reeks
De lijst vermeldt alle 35 albums uit de Roodbaard-reeks van 1961 tot 2004. De onderstaande tabel vermeldt links de albums in de volgorde waarop ze in het Nederlands zijn verschenen en rechts de chronologische volgorde van de verhalen. De vermelde jaartallen geven het jaar van de oorspronkelijke Franstalige uitgifte aan.
| Lijst van Roodbaard-albums | Lijst van Roodbaard-albums | Lijst van Roodbaard-albums          | Lijst van Roodbaard-albums       | Lijst van Roodbaard-albums | Lijst van Roodbaard-albums                |
| -------------------------- | -------------------------- | ----------------------------------- | -------------------------------- | -------------------------- | ----------------------------------------- |
| Nr.                        | Jaar                       | Titel                               | Originele Franse titel           | Nr.                        | Chronologische volgorde                   |
| 1                          | 1961                       | Het gebroken kompas                 | Le démon des Caraïbes            | 1                          | Het goud van de San Cristobal             |
| 2                          | 1962                       | De schrik van de zeven zeeën        | Le roi des sept mers             | 2                          | Roodbaard contra de Cobra                 |
| 3                          | 1964                       | Het brandmerk van de koning         | Défi au roi                      | 3                          | Het gebroken kompas                       |
| 4                          | 1965                       | Muiterij op de "Oceaan"             | Les révoltés de l'Océane         | 4                          | De schrik van de zeven zeeën              |
| 5                          | 1966                       | Het spookschip                      | Le vaisseau fantôme              | 5                          | De jonge kapitein                         |
| 6                          | 1967                       | Dodemanseiland                      | L’Île de l’homme mort            | 6                          | De kapitein zonder naam                   |
| 7                          | 1968                       | De Spaanse hinderlaag               | Le piège Espagnol                | 7                          | Het brandmerk van de koning               |
| 8                          | 1969                       | De ondergang van de Zwarte Valk     | La fin du Faucon Noir            | 8                          | Muiterij op de "Oceaan"                   |
| 9                          | 1970                       | De afrekening                       | Mort ou vif                      | 9                          | Het spookschip                            |
| 10                         | 1971                       | De schat van Roodbaard              | Le trésor de Barbe-Rouge         | 10                         | Dodemanseiland                            |
| 11                         | 1971                       | De kaperbrief                       | La mission secrète de l'épervier | 11                         | De Spaanse hinderlaag                     |
| 12                         | 1972                       | De bevrijding van Fort de France    | Barbe-Rouge à la rescousse       | 12                         | De ondergang van de Zwarte Valk           |
| 13                         | 1972                       | De onzichtbare piraat               | Le pirate sans visage            | 13                         | De afrekening                             |
| 14                         | 1973                       | De strijd met de Berbers            | Khaïr le Maure                   | 14                         | De schat van Roodbaard                    |
| 15                         | 1973                       | De gevangene                        | La captive des Maures            | 15                         | De kaperbrief                             |
| 16                         | 1974                       | De helleschuit                      | Le vaisseau de l'enfer           | 16                         | De bevrijding van Fort de France          |
| 17                         | 1963                       | De kapitein zonder naam             | Le fils de Barbe-Rouge           | 17                         | De onzichtbare piraat                     |
| 18                         | 1981                       | De jonge kapitein                   | Le jeune capitaine               | 18                         | De strijd met de Berbers                  |
| 19                         | 1979                       | Het hellevuur                       | Raid sur la corne d'or           | 19                         | De gevangene                              |
| 20                         | 1980                       | Het eiland van de verdwenen schepen | L'Île des vaisseaux perdus       | 20                         | De helleschuit                            |
| 21                         | 1982                       | De vermisten van de Zwarte Valk     | Les disparus du Faucon Noir      | 21                         | Het hellevuur                             |
| 22                         | 1983                       | Zwendel in Ebbenhout                | Trafiquants de bois d'ébène      | 22                         | Het eiland van de verdwenen schepen       |
| 23                         | 1984                       | Het verdoemde goud van Huacapac     | L'or maudit des Huacapac         | 23                         | De vermisten van de Zwarte Valk           |
| 24                         | 1987                       | De Dodenstad                        | La cité de la mort               | 24                         | Het verdoemde goud van Huacapac           |
| 25                         | 1987                       | Opstand in Jamaica                  | Les révoltés de la Jamaïque      | 25                         | De Dodenstad                              |
| 26                         | 1991                       | Piraten in Indische wateren         | Pirates en mer des Indes         | 26                         | Zwendel in Ebbenhout                      |
| 27                         | 1992                       | De Groot-Mogol                      | La fiancée du Grand Moghol       | 27                         | Opstand in Jamaica                        |
| 28                         | 1994                       | De piraat van de "Genadeloos"       | La flibustière du Sans-Pitié     | 28                         | Piraten in Indische wateren               |
| 29                         | 1995                       | Strijd om Schildpadeiland           | A nous la Tortue                 | 29                         | De Groot-Mogol                            |
| 30                         | 1996                       | Goud en roem                        | L'or et la gloire                | 30                         | De piraat van de "Genadeloos"             |
| 31                         | 1997                       | De piratenoorlog                    | La guerre des pirates            | 31                         | Strijd om Schildpadeiland                 |
| 32                         | 1999                       | De schaduw van de duivel            | L'ombre du démon                 | 32                         | Goud en roem                              |
| 33                         | 2000                       | Het pad van de Inca                 | Le chemin de l'Inca              | 33                         | De piratenoorlog                          |
| 34                         | 2001                       | Het geheim van Elisa Davis - deel 1 | Le secret d'Elisa Davies, t.1    | 34                         | Het geheim van Elisa Davis (gedeeltelijk) |
| 35                         | 2004                       | Het geheim van Elisa Davis - deel 2 | Le secret d'Elisa Davies, t.2    | 35                         | De schaduw van de duivel                  |
|                            |                            |                                     |                                  | 36                         | Het pad van de Inca                       |
|                            |                            |                                     |                                  | 37                         | Het geheim van Elisa Davis - deel 1       |
|                            |                            |                                     |                                  | 38                         | Het geheim van Elisa Davis - deel 2       |

## De nieuwe avonturen van Roodbaarddoor Kraehn en Carloni
In 2020 verscheen er een nieuwe reeks onder de naam De nieuwe avonturen van Roodbaard. Die reeks kreeg een nieuwe nummering.
| Nr. | Jaar | Titel                   | Originele Franse titel |
| 1   | 2020 | Gehangen maar niet dood | Pendu haut et court!   |
| 2   | 2021 | Sea dogs                | Les chiens de mer      |
| 3   | 2023 | Mami Wata               |                        |